# Карло Черезоли
Карло Черезоли (итал. Carlo Ceresoli рођен 14. јуна 1910. у Бергаму, Италија, † 22. априла 1995) био је  фудбалски голман и тренер.
Черезоли, је заједно са свијим земљаком Ђанпјеро Комби, шпанацем Рикардо Замора и пољаком Франтишек Планичка, био је  један од најбољих голмана на свету у 1930 их. Највећи успех у каријери је освајање Светског првенства у 1938.

## Каријера

### У клубским тимовима
Карло Черезоли започео је професионалну каријеру у свом родном граду Бергаму у тиму Аталанте, где је стекао искуство током четири године играња у Серији Б. Са 22 године прешао је у Амбросиана-Интер у Милану 1932. године, и одмах је постао голман у врхунској италијанској дивизији. Са својим клубом, међутим, није успео да превлада у Серији А против доминације Јувентуса, који је у првој половини 1930. их освојио пет шампионата заредом.
Након мање од две године у главној лиги Италије, Черезоли је именован у национални тим од стране тренера Виториа Позоа. 25. марта 1934. године, квалификовао се за Светски куп против Грчке у тиму Азура. За Светско првенство исте године у својој земљи Карло Черезоли сматран је сигурнијим бројем 1. У јеку турнира, међутим, задобио је тешку повреду руке и тренер га није могао користити. Позо је реактивирао Ђанпијера Комбија, који је већ завршио каријеру. То је са изванредним наступима довело тим до титуле на Светском купу 1934. године.
Након Светског првенства, Черезоли се вратио на гол Азура и одиграо је и легендарну утакмицу против Енглеске 14. новембра 1934. године, која се у историју уписала као Битка код Хигбурија. Иако је примио три гола у првих дванаест минута игре, био је један од најбољих играча свог тима.
Сезоне 1936/37, Карло Цересоли се пребацио из Интера у Болоњу, са којом је одмах освојио италијанско првенство под мађарским тренером Арпад Веиз. Уследила је 1938/39, овај пут под аустријским тренером Херманом Фелснером.
Черезоли је такође био голман 1938. на Светском купу у Француској. Поново због повреде леђа није играо и деловао је само као замена за Алда Оливијерија. На турниру Черезоли није провео ни минут на терену, али овај пут је барем прославио титулу светског купа.
Карло Черезоли преселио се у Ђенову 1939. године, где су га све мање користили. Потом је каријеру завршио након сезоне 1941/42, у којој је играо за Јувентус.

### У националном тиму
Између 1934. и 1938. године, осам пута се представљао у италијанској фудбалској репрезентацији. Био је члан тима који је освојио златну медаљу на Светском првенству 1938. године .

### Као тренер
Као тренер од 1949. до 1951. године био је тренер Марзолија. У сезонама 1951-52, 1963-64 и 1968-69. био је главни тренер Аталанте. У сезони 1952-53. руководио је стручним радом Салернитана.

## Успех

### У клубовима
- Финалиста Митропа купа : 1933 (са Амбросиана-Интером)
- Италијанско првенство (Серија А) : 1936/37 , 1938/39 (са Болоњом)
- Куп Италије: 1941/42 (са Јувентусом)

### У националном тиму
- Европски куп националних тимова: 1933-1935
- Светски шампион: златна медаља 1938, Француска

## Статистика каријере

### У клубовима
| Сезона  | Клуб             | Мечеви | Голови | Ранг | Лига     | Лига шампиона | Куп победника | Национални играч |
| ------- | ---------------- | ------ | ------ | ---- | -------- | ------------- | ------------- | ---------------- |
| 1941/42 | Јувентус         | 2      | 0      | 6    | Серија А | Да            | Да            | -                |
| 1940/41 | Ђенова 1893      | 6      | 0      | 10   | Серија А | -             | -             | -                |
| 1939/40 | Ђенова 1893      | 17     | 0      | 5    | Серија А | -             | -             | -                |
| 1938/39 | Болоња           | 19     | 0      | 1    | Серија А | Да            | -             | Да               |
| 1937/38 | Болоња           | 26     | 0      | 5    | Серија А | -             | -             | Да               |
| 1936/37 | Болоња           | 27     | 0      | 1    | Серија А | Да            | -             | -                |
| 1935/36 | Амбросиана Интер | 22     | 0      | 4    | Серија А | -             | -             | Да               |
| 1934/35 | Амбросиана Интер | 30     | 0      | 2    | Серија А | -             | -             | Да               |
| 1933/34 | Амбросиана Интер | 34     | 0      | 2    | Серија А | -             | -             | Да               |
| 1932/33 | Амбросиана Интер | 33     | 0      | 2    | Серија А | -             | -             | -                |
| 1931/32 | Аталанта         | 28     | 0      | -    | Серија Б | -             | -             | -                |
| 1930/31 | Аталанта         | 34     | 0      | -    | Серија Б | -             | -             | -                |
| 1929/30 | Аталанта         | 34     | 0      | -    | Серија Б | -             | -             | -                |
| 1928/29 | Аталанта         | 6      | 0      | -    | Серија А | -             | -             | -                |

### У Лиги шанмпиона и Купу победника
| Титула      | Клуб        | Држава  | Година  |
| ----------- | ----------- | ------- | ------- |
| Срија А     | ФК Болоња   | Италија | 1936-37 |
| Срија А     | ФК Болоња   | Италија | 1938-39 |
| Куп Италије | ФК Јувентус | Италија | 1941-42 |

### У Националном тиму
| Сезона | Репрезентација | Мечеви | Замена | Голови |
| ------ | -------------- | ------ | ------ | ------ |
| 1938   | Италија        | 1      | 0      | 0      |
| 1935   | Италија        | 3      | 0      | 0      |
| 1834   | Италија        | 4      | 0      | 0      |